# Фадейкин, Иван Анисимович
Иван Анисимович Фадейкин (11 сентября 1917, село Монастырское, Спасский уезд, Тамбовская губерния, Российская империя — октябрь 1979, Москва, СССР) — советский деятель госбезопасности, разведчик, генерал-лейтенант, участник Великой Отечественной войны. Руководитель представительства КГБ СССР при министерстве безопасности ГДР, начальник Управления Внешней разведки.

## Биография
Иван Анисимович родился 11 сентября 1917 года. В 1939 году после окончания Куйбышевского педагогического института был призван в ряды РККА. Участник Великой Отечественной войны с 1941 года: был комиссаром, командиром полка, начальником штаба дивизии, командиром стрелковой дивизии, имел ранения.
С 1945 года Фадейкин в центральном аппарате Народного комиссариата обороны СССР, в должности заместителя начальника отдела Главного управления кадров.
В 1949 году после окончания Военной академии им. Фрунзе, был переведён на работу во Внешнюю разведку КГБ СССР.
С 1950 года в служебной командировке в Берлине, где занимал должности: начальника Отдела внешней разведки, представителя МВД СССР, заместителя начальника инспекции по вопросам безопасности при верховном комиссаре СССР в Германии. С 1954 года в центральном аппарате ПГУ КГБ СССР: начальник отдела, с 1961 года заместитель начальника, а с 1963 года начальник Управления военной контрразведки КГБ при СМ СССР.
С 1966 года Фадейкин назначен уполномоченным КГБ СССР в ГДР, руководитель представительства КГБ СССР при министерстве безопасности ГДР. С 1974 года назначен начальником Управления Внешней разведки.
В октябре 1979 года умер на рабочем месте.

## Награды
- Орден Октябрьской Революции (13.12.1977)[1]
- Орден Красного Знамени (07.09.1943)[2]
- Орден Красного Знамени (23.02.1944)[2]
- Орден Красного Знамени (18.12.1956)[2]
- Орден Красного Знамени (30.10.1967)
- Орден Александра Невского (15.07.1944)[2]
- Орден Трудового Красного Знамени (21.12.1970)
- Орден Красной Звезды (?)
- Медаль «За отвагу» (25.04.1942)[2]
- Медаль «За боевые заслуги» (15.11.1950)[2]

Ведомственные знаки отличия:
- Знак Почётный сотрудник госбезопасности

Иностранные награды:
- Орден Шарнхорста
- Золотой Военный орден «За заслуги перед народом и Отечеством»